# Симпсоны (сезон 33)
Тридцать третий сезон мультсериала «Симпсоны» транслировался на телеканале «Fox» с 26 сентября 2021 года по 22 мая 2022 года. Сериал был продлён на 33-й и 34-й сезоны 3 марта 2021 года.
В сезоне были представлены выступление приглашённых звёзд: Алекса Хирша («Bart's in Jail!»), Бека Беннетта («The Longest Marge»), Хью Джекмана («Poorhouse Rock») и др.
В серии «My Octopus and a Teacher» был представлен новый учитель Барта, вместо покойной Эдны Крабаппл, которую озвучивала Марсия Уоллес. Персонаж Рэйшелл Пейтон озвучивает американская актриса Керри Вашингтон.
Также:
- премьерная серия «The Star of the Backstage» была мюзиклом со всеми оригинальными песнями бродвейского калибра, в котором Кристен Белл исполнила роль внутреннего поющего голоса Мардж[5][6][7][8];
- впервые в истории мультсериала традиционный спецвыпуск, посвящённый Хэллоуину («Treehouse of Horror XXXII») состоял из 5 сегментов[9];
- была романтика, которая осталась в жизни Мо («The Wayz We Were»)[10];
- двойной эпизод «A Serious Flanders» рассказывал о «просмотре запоем» криминальных сериалов. Серия очень вдохновлена сериалом «Фарго» и криминальными документальными фильмами «Netflix»[5][11];
- в эпизоде «Mothers and Other Strangers» исследовались отношения Гомера с дедушкой Симпсоном, и Гомер столкнулся с одной из величайших трагедий[10][12];
- Мегги присоединилась к мафии («A Made Maggie»)[2];
- Барт спасал козу от сатанистов («Boyz N the Highlands»)[2][13];
- также была серия, сосредоточенная на персонаже Брэндин Спаклер («Pretty Whittle Liar»)[14].

## Список эпизодов
| № общий | № в сезоне | Название | Режиссёр                      | Автор сценария         | Дата премьеры                | Произв. код   | Зрители в США (млн) |
| --- | ---------- | --- | ----------------------------- | ---------------------- | ---------------------------- | ------------- | ------------------- |
| 707 | 1          | «Звезда закулисья» «The Star of the Backstage»                                                                                         | Роб Оливер                    | Элизабет Кирнан Аверик | 26 сентября 2021             | QABF17        | 3,48                |
| У Мардж потрясающие воспоминания о том, как в средней школе она была постановщиком школьного мюзикла «2000 год: Ошибка тысячелетия». Она решает поставить его вместе со всеми через 20 лет, для последнего шоу. Мечтая о шоу, где она, режиссёр спектакля и лучшая подруга каждого, будет в центре внимания в постановке, жизнь Мардж становится мюзиклом с ней в главной роли. Однако, когда истинная звезда шоу Саша Рид, старый школьный заклятый враг Мардж, приезжает в город и крадёт всю славу, Мардж понимает, что её школьные воспоминания не такие, как она думала… Приглашённые звёзды: Сара Чейз в роли Саши Рид и женского голоса, Кристен Белл в роли внутреннего поющего голоса Мардж |            | |                               |                        |                              |               |                     |
| 708 | 2          | «Барт в тюрьме» «Bart’s in Jail!» | Стивен Дин Мур                | Ник Дахан              | 3 октября 2021               | QABF18        | 1,48                |
| Телефонный мошенник обманом заставил дедушку Симпсона поверить в то, что Барта нужно вытащить из тюрьмы, что обошлось Эйбу в 10 тысяч долларов. Когда Гомер узнаёт, что эти деньги должны были стать его наследством, он обвиняет отца в том, что тот попался на глупый трюк. Тем временем Барт и Лиза пытаются выследить мошенника и вернуть деньги, а Мардж начинает думать, что всё в жизни — афера. Приглашённые звёзды: Алан Камминг в роли Скандинавского божества и Локи, Скотт Хэнсон в роли спортивного ведущего, Алекс Хирш в роли Билла Шифра |            | |                               |                        |                              |               |                     |
| 709 | 3          | «Дом ужасов на дереве 32» «Treehouse of Horror XXXII»                                                                                  | Мэттью Фонан                  | Джон Фринк             | 10 октября 2021              | QABF16        | 3,94                |
| «Barti» — Пародия на «Бэмби». Барти и его мать преследует охотник, мистер Бёрнс. «Bong Joon Ho’s This Side of Parasite» — Пародия на фильм «Паразиты». Симпсоны живут в бедной квартире в подвале, но стремятся изменить свои условия после того, как их на работу нанял богатая суперзвезда Райнер Вульфкасл. Однако, когда Вульфкасл едет в отпуск, Симпсоны обнаруживают, что в доме тайно живут и другие — Кирк и Луан ван Хутен, которые недовольны тем, что Симпсоны заняли их место… «Nightmare on Elm Tree» — В дерево Симпсонов попадает молния, оживляя его. Оно, в свою очередь, оживляет другие деревья в городе, и вместе они мстят жителям Спрингфилда… «Poetic Interlude» — Винсент Прайс рассказывает Мэгги историю о проделках Барта… «Dead Ringer» — Пародия на фильм «Звонок». Дети из начальной школы Спрингфилда устраивают вечеринку, на которую не пригласили Лизу Симпсон. Однако, вскоре они обнаруживают, что каждый, кто на вечеринке смотрел видео из TikTok, умрёт через семь дней. Лиза готовит план, чтобы остановить TikTok от убийства зрителей. Приглашённые звёзды: Морис Ламарш в роли Винсента Прайса, Три Роллинз в роли самого себя, Сьюзан Иган — исполнительница песни |            | |                               |                        |                              |               |                     |
| 710 | 4          | «Какими мы были» «The Wayz We Were» | Мэттью Настук                 | Джоэль Х. Коэн         | 17 октября 2021              | QABF19        | 1,51                |
| Вечнозелёная Терраса переполнена дорожными заторами, с чем пытается бороться Гомер. Тем временем Мо воссоединяется со своей бывшей любовью Майей (серия «Eeny Teeny Maya Moe») и должен сделать судьбоносный выбор: остаться с Майей навсегда, или расстаться с ней… Приглашённые звёзды: Памела Рид в роли Рут Пауэрс, Трей Анастасио в роли самого себя |            | |                               |                        |                              |               |                     |
| 711 | 5          | «Живот Лизы» «Lisa’s Belly» | Тимоти Бэйли                  | Джульетта Кауфман      | 24 октября 2021              | QABF20        | 1,83                |
| В заброшеном аквапарке Барт и Лиза заразились странной инфекцией, и требуют лечения стероидами, вызывающими временное увеличение веса. Перед возвращением детей в школу, Мардж в нежности вводит обидное слово в мозг Лизы, из-за чего та очень неуверенно относится к своему весу. Тем временем Барт приводит себя в форму, наращивая мускулатуру. Приглашённые звёзды: Рене Риджли в роли Венди Сэйдж |            | |                               |                        |                              |               |                     |
| 712713 | 67         | «Неприятности с Фландерсом (Части 1& 2)» «A Serious Flanders (Parts 1 & 2)»                                                            | Дебби Брюс Махан Мэттью Фонан | Сезар Мазарьегос       | 7 ноября 2021 14 ноября 2021 | QABF21 QABF22 | 3,47 1,66           |
| Когда Нед Фландерс находит кейс с деньгами и жертвует его в местный приют, Неда, вместе с очень зависливым Гомером, преследует безжалостный коллектор-убийца, который не остановится ни перед чем, чтобы вернуть деньги. Когда он приежжает в Спрингфилд, жизни Неда и Гомера затягиваются в искусно жестокий мир платного телевидения… Когда профессиональный убийца преследует Гомера и Неда, их дела идут всё хуже и хуже… Приглашённые звёзды: Джо Мантенья в роли Жирного Тони, Брайан Кокс в роли Костаса Беккер, Тимоти Олифант в роли шерифа Фландерса, Крис О’Дауд в роли Шеймуса, Кристин Милиоти в роли Барб, Джессика Паре в роли Коллетт |            | |                               |                        |                              |               |                     |
| 714 | 8          | «Портрет лакея в огне» «Portrait of a Lackey on Fire»                                                                                  | Стивен Дин Мур                | Роб и Джонни Лазебник  | 21 ноября 2021               | UABF01        | 3,97                |
| Смитерс по-настоящему влюбляется в известного модельера Майкла, но его новые отношения могут уничтожить Спрингфилд… Приглашённые звёзды: Виктор Гарбер в роли Майкла, Кристиан Сириано и Кристин Барански в роли самих себя |            | |                               |                        |                              |               |                     |
| 715 | 9          | «Такие незнакомые мамы» «Mothers and Other Strangers»                                                                                  | Роб Оливер                    | Эл Джин                | 28 ноября 2021               | UABF02        | 3,61                |
| Подросток Гомер и Эйб Симпсоны отправляются в путешествие, чтобы облегчить свою печаль и найти их мать… Приглашённые звёзды: Гленн Клоуз в роли Моны Симпсон, Рейчел Блум в роли терапевта Аннет |            | |                               |                        |                              |               |                     |
| 716 | 10         | «Крестница мафии» «A Made Maggie» | Тимоти Бэйли                  | Элизабет Кирнан Аверик | 19 декабря 2021              | UABF03        | 3,9                 |
| Жирный Тони становится крёстным отцом Мегги Симпсон, и та присоединяется к Спрингфилдской мафии. Приглашённые звёзды: Джо Мантенья в роли Жирного Тони |            | |                               |                        |                              |               |                     |
| 717 | 11         | «Мардж Перевоспитывающая» «The Longest Marge»                                                                                          | Мэттью Настук                 | Брайан Келли           | 2 января 2022                | UABF05        | 2,02                |
| Мистер Бёрнс выбирает дерзкого молодого откровенного футбольного вундеркинда Грейсона Мазерса для рекламной кампании бренди Бёрнса. Спортсмен этим ещё больше развращается, поэтому Мардж борется против Бернса за душу Грейсона, обучая его смирению и семейным ценностям. Приглашённые звёзды: Бек Беннетт в роли Грейсона, Джон Малейни в роли Уорбёртона Паркера, Адам Шефтер в роли самого себя |            | |                               |                        |                              |               |                     |
| 718 | 12         | «Симпсоны пиксельные и напуганные» «Pixelated and Afraid»                                                                              | Крис Клементс                 | Джон Фринк             | 27 февраля 2022              | UABF04        | 1,41                |
| Лиза и Барт чувствуют, что их родители лишены романтики, поэтому Гомер и Мардж неохотно соглашаются отправиться на курорт для пар в пустыне без технологий или развлечений. Однако, из-за гололёда машина пары попадает в автокатастрофу. Когда Гомер и Мардж теряются в холодных лесах, они должны довести себя до предела, чтобы выжить… |            | |                               |                        |                              |               |                     |
| 719 | 13         | «Парни с Шотландских гор» «Boyz N the Highlands»                                                                                       | Боб Андерсон                  | Дэн Веббер             | 6 марта 2022                 | UABF06        | 1,53                |
| Суд по делам несовершеннолетних отправляет Барта, Мартина и хулиганов в поход в дикую местность. Там они спасают козлёнка от трио сатанистов, которое потом начинает охотиться на детей, чтобы вернуть козу… Тем временем Лиза пользуется отсутствием брата, чтобы заставить Гомера и Мардж привлечь внимание к себе, будто она — единственный ребёнок. |            | |                               |                        |                              |               |                     |
| 720 | 14         | «Вы не поверите, о чём эта серия. Третий акт вас шокирует!» «You Won't Believe What This Episode Is About — Act Three Will Shock You!» | Дженнифер Мёллер              | Кристин Нангл          | 13 марта 2022                | UABF07        | 1,14                |
| Гомера ошибочно обвиняют в том, что он оставил Маленького Помощника Санты запертым в горячей машине. Кадры инцидента становятся вирусными, возмущая весь Спрингфилд и делают Гомера изгоем. Таинственный мужчина по имени Тео обращается к Гомеру с радикальным предложением восстановить его репутацию. Приглашённые звёзды: Кумэйл Нанджиани в роли Тео, Джей Фэрроу в роли Дредерика Татума |            | |                               |                        |                              |               |                     |
| 721 | 15         | «Барт — крутой парень» «Bart the Cool Kid»                                                                                             | Стивен Дин Мур                | Райан Кох              | 20 марта 2022                | UABF08        | 1,04                |
| Гомер обещает купить Барту кроссовки ограниченной серии, но покупает подделку. Когда Барт пытается вернуть обувь, его публично унижают, и мальчик заявляет, что Гомер — наименее крутой человек. Однако, известный детский инфлюенсер Орион Хьюз, владелец ультра-крутой марки одежды для скейтбординга, жалеет Барта. Между мальчиками начинается дружба, и Барт узнаёт, что сам Орион не может кататься на скейте. Тем временем подавленный Гомер использует подаренную от Ориона одежду, чтобы повлиять на пап-неудачников и возглавить восстание против крутых… Приглашённые звёзды: The Weeknd в роли Ориона и Дириуса Хьюзов, Майкл Рапапорт в роли Майка Вегмена |            | |                               |                        |                              |               |                     |
| 722 | 16         | «Милая строгая обманщица» «Pretty Whittle Liar»                                                                                        | Майк Фрэнк Полчино            | Джоэль Х. Коэн         | 27 марта 2022                | UABF09        | 1,1                 |
| Клетус Спаклер узнаёт, что его жена Брэндин скрывает тайную любовь к… обучению. Клетус чувствует, что он не знает свою жену, из-за чего она уходит и переезжает к Симпсонам. Тем временем Лиза присоединяется к тайной группе умных детей в школе, которые скрывают свой интеллект, чтобы избежать издевательств. |            | |                               |                        |                              |               |                     |
| 723 | 17         | «Звук Кровавых Дёсен» «The Sound of Bleeding Gums»                                                                                     | Крис Клементс                 | Лони Стил Состханд     | 10 апреля 2022               | UABF10        | 0,95                |
| Лиза приходит в ярость, когда на песню Мерфи Кровавых Дёсен делают ремикс для рекламы Спрингфилдской лотереи. Девочка встречает сына покойного музыканта, Монка Мерфи. Когда девочка узнаёт, что Монк родился глухим и никогда не слышал музыки отца, Лиза пытается улучшить его жизнь и восстановить справедливость. Приглашённые звёзды: Джон Отри II в роли Монка, Донн Льюис в роли Дневной Ночи и Этты Прайор, Кэти Бакли в роли девочки с пороком слуха |            | |                               |                        |                              |               |                     |
| 724 | 18         | «Мой осьминог и учитель» «My Octopus and a Teacher»                                                                                    | Роб Оливер                    | Кэролин Омайн          | 24 апреля 2022               | UABF11        | 0,97                |
| Барт не может контролировать свои чувства, когда получает нового учителя, мис Рэйшелл Пейтон. Однако, только Барт знает, что мис Пейтон однажды спасла ему жизнь… Тем временем Лиза нарушает основную директиву документального кино о природе, когда не даёт акуле съесть осьминога. Она тайно держит своего нового друга в своей комнате но тот продолжает убегать. Приглашённые звёзды: Керри Вашингтон в роли Рэйшелл Пейтон |            | |                               |                        |                              |               |                     |
| 725 | 19         | «Шона просто веселится» «Girls Just Shauna Have Fun»                                                                                   | Мэттью Настук                 | Джефф Уэстбрук         | 1 мая 2022                   | UABF12        | 1,03                |
| Когда Лиза присоединяется к маршевому оркестру старшей школы, она, к своему удивлению, обнаруживает, что Шона Чалмерз разделяет такую же страсть к музыке. Тем временем Гомер сближается с отцом Шоны, суперинтендант Чалмерз, который знакомит Гомера с древним ремеслом траппистского пивоварения. Приглашённые звёзды: Крис Редд в роли Тревора |            | |                               |                        |                              |               |                     |
| 726 | 20         | «Мардж — подлая» «Marge the Meanie» | Тимоти Бэйли                  | Меган Амрам            | 8 мая 2022                   | UABF15        | 0,85                |
| Когда бывший директор публично оскорбляет Мардж, та рассказывает своей семье, что во время обучения в средней школе, Мардж тайно шутила, как Барт сейчас. Эта неожиданность из прошлого мать и сына. Тем временем, оставшийся в стороне Гомер пытается найти что-то общее с Лизой. Хотя он обнаруживает, что они оба разделяют любовь к еде, Гомер изо всех сил пытается изображать страсть к вегетарианским вкусам Лизы. |            | |                               |                        |                              |               |                     |
| 727 | 21         | «Мясо — это убийство» «Meat Is Murder»                                                                                                 | Боб Андерсон                  | Майкл Прайс            | 15 мая 2022                  | UABF13        | 1                   |
| Когда миллиардер Август «Гас» Редфилд покупает материнскую компанию Красти в отместку за то, что Красти много лет назад украл его гамбургерный бизнес, Гас просит бывшего бизнес-партнера дедушку Симпсона войти в его совет директоров. Дедушка и Лиза едут в Нью-Йорк, где остальные из семьи Рэдфилд хотят выгнать Гаса… Приглашённые звёзды: Джон Литгоу в роли Гаса, Кристен Риттер в роли Шейлы, Эди Паттерсон в роли Джессики, Сет Грин в роли Мэва, Пол Томпкинс в роли Колби, Николас Браун в роли кузена Грега, Сьюзан Иган в роли поющего дерева и Чарли Д’Амелио в роли самой себя |            | |                               |                        |                              |               |                     |
| 728 | 22         | «Рок богадельни» «Poorhouse Rock» | Дженнифер Мёллер              | Тим Лонг               | 22 мая 2022                  | UABF14        | 0,93                |
| Барт делает смущающую презентацию о своём отце для воскресной школы, поэтому Мардж предлагает Гомеру взять Барта на работу, чтобы показать сыну, какой хороший добытчик Гомер. Барт начинает боготворить Гомера и хочет вырасти таким же, как он. Однако, вскоре от поющего уборщика Барт узнаёт, что некогда процветающий средний класс, частью которого являются Симпсоны, больше не реалистичен и Барт никогда не сможет получить работу, которую имел его отец. Приглашённые звёзды: Хью Джекман в роли уборщика, Меган Маллалли в роли Сары Виггам, Роберт Райх в роли самого себя |            | |                               |                        |                              |               |                     |